# کیم اریکسن
کیم اریکسن (انگلیسی: Kim Eriksen؛ زادهٔ ۱۰ فوریهٔ ۱۹۶۴) دوچرخه‌سوار اهل دانمارک است.